# ۱٬۱-دی‌کلرو-۱-فلورواتان
۱٬۱-دی‌کلرو-۱-فلورواتان (به انگلیسی: 1,1-Dichloro-1-fluoroethane) یک ترکیب شیمیایی با شناسه پاب‌کم ۱۵۵۸۶ است. شکل ظاهری این ترکیب، مایع بی‌رنگ است.